# AWA (écurie de sport automobile)
Pour les articles homonymes, voir AWA.
Andrew Wojteczko Autosport (AWA) est une écurie de sport automobile canadienne fondée par Andrew Wojteczko. Elle a engagé des voitures de Grand tourisme telles des McLaren 570S GT4, des Porsche 718 Cayman GT4 Clubsport dans le championnat Michelin Pilot Challenge. En 2022 et 2023, elle fait participer une, puis deux, Duqueine M30 - D08 dans la catégorie LMP3 des championnats WeatherTech SportsCar Championship et IMSA Prototype Challenge,.

## Histoire

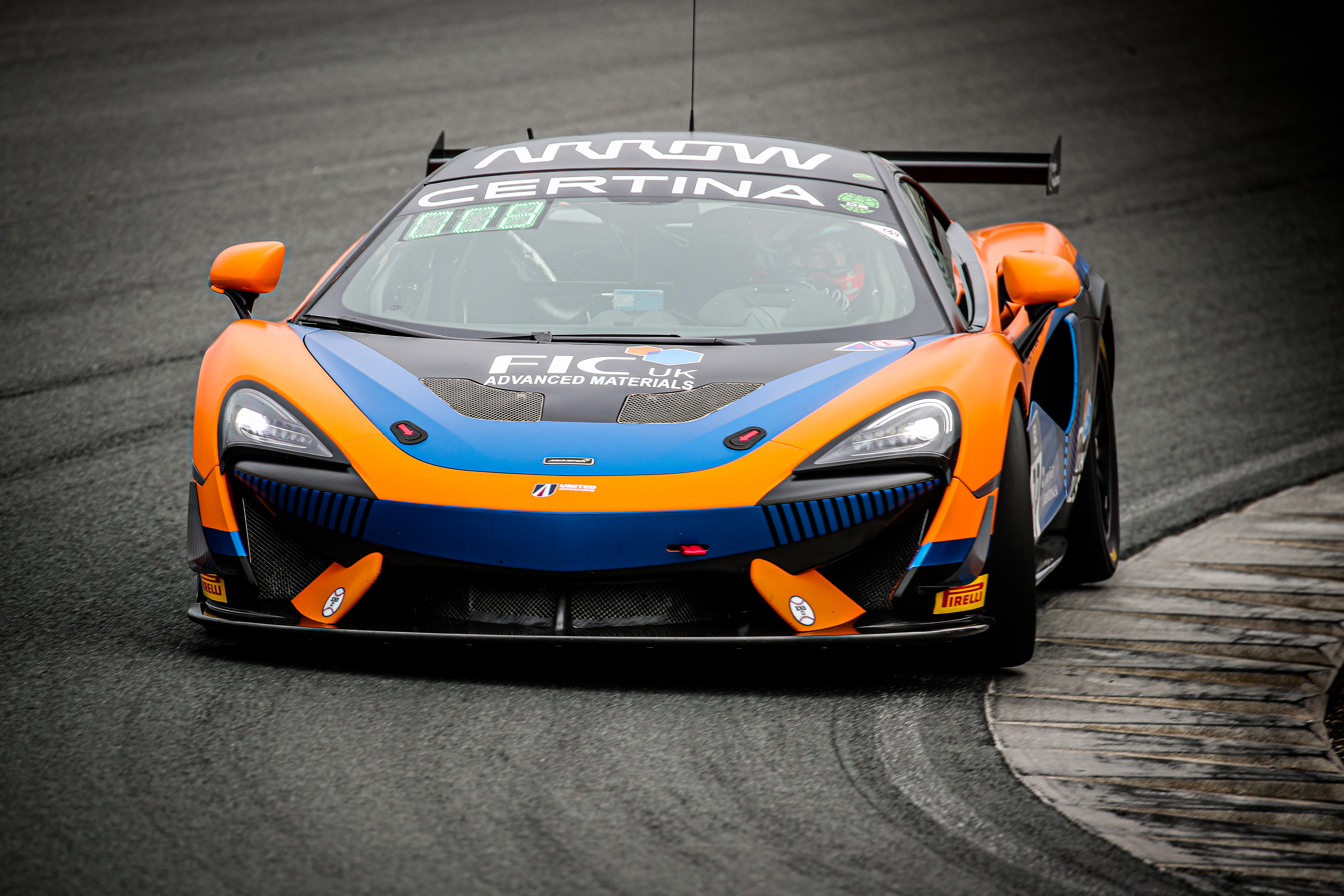
Une McLaren 570S GT4 telle que celle de l'écurie AWA

En 2021, après une année 2020 bouleversée par la Pandémie de Covid-19 qui a affecté fortement les capacités de déplacement de l'écurie aux États-Unis et ainsi sa participation aux manches du championnat Michelin Pilot Challenge, elle annonce son retour dans ce même championnat afin de le disputer dans son intégralité. La McLaren 570S GT4 est confiée aux pilotes canadiens Orey Fidani et Kuno Wittmer (en). Chris Green remplace Orey Fidani lors de la 3e manche du championnat.
En 2022, après plusieurs saisons en Michelin Pilot Challenge où AWA a fait participer des McLaren 570S GT4, des Porsche 718 Cayman GT4 Clubsport, l'écurie prend la décision de se lancer dans les Sport-prototypes en faisant participer des Duqueine M30 - D08 dans les championnats WeatherTech SportsCar Championship et IMSA Prototype Challenge. La voiture concourant en WeatherTech SportsCar Championship est confiée aux pilotes canadien Orey Fidani et Kuno Wittmer (en) pour l'ensemble de la saison. Pour les quatre courses longues, le pilote allemand Lars Kern renforce l'équipage. Pour les 24 Heures de Daytona, le pilote britannique Matthew Bell rejoint également l'équipe.

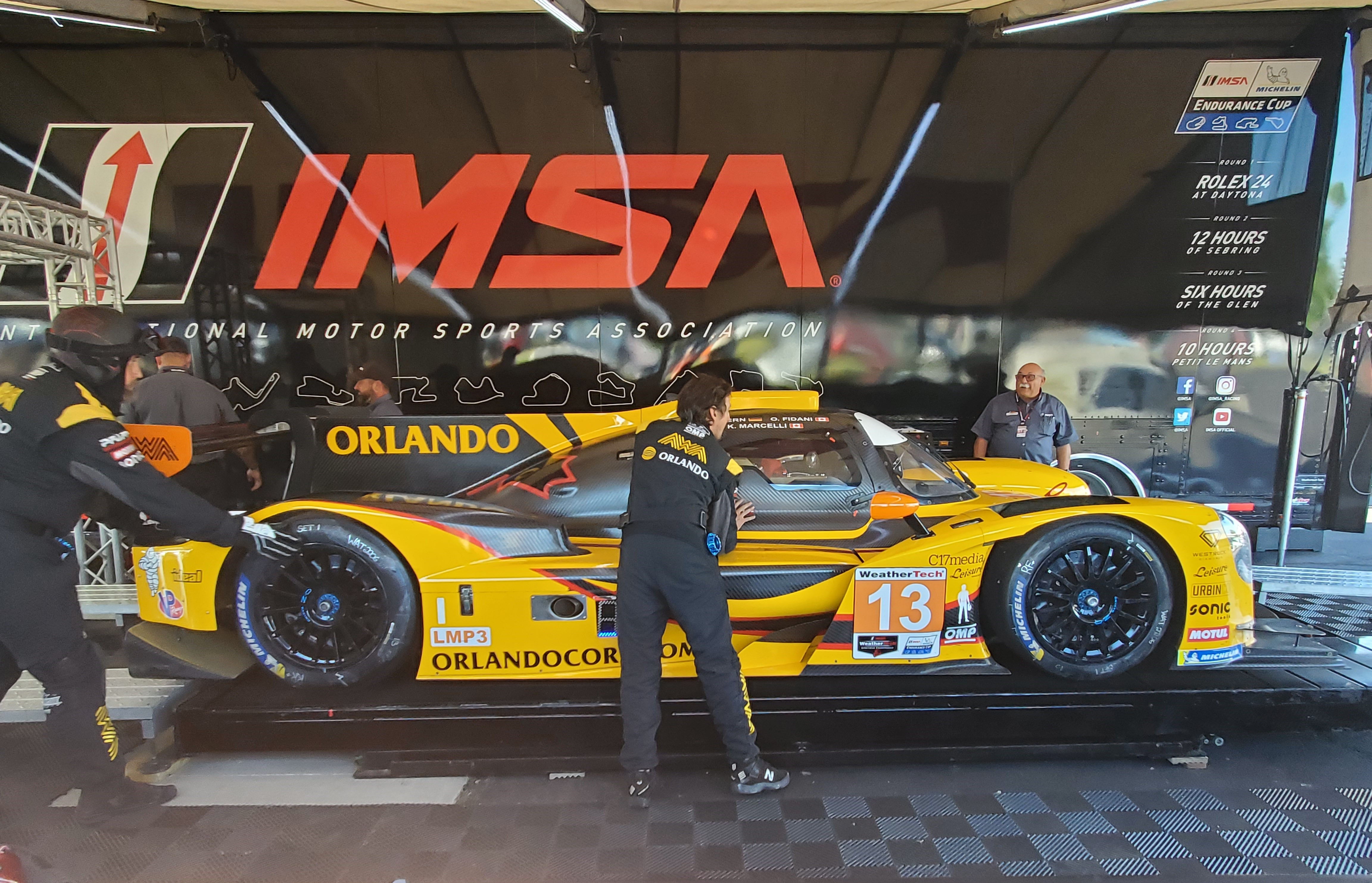
La Duqueine M30 - D08 n°13 lors des 6 Heures de Watkins Glen

En 2023, après une première saison couronnée d'un podium lors du Road Race Showcase, l'écurie canadienne s'engage de nouveau dans le championnat WeatherTech SportsCar Championship dans la catégorie LMP3. Comme la saison précédente, elle fait confiance à la Duqueine M30 - D08 et passe d'une voiture engagée à la saison à deux voitures. La n°13 est confiée au pilote britannique Matt Bell et au pilote canadien Orey Fidani. Pour les courses longues, les pilotes allemands Lars Kern et Moritz Kranz viennent prêter main-forte. La n°17 est confiée au pilote britannique Wayne Boyd et au pilote canadien Anthony Mantella. Pour les courses longues, le pilote argentin Nicolás Varrone (en) et le pilote américain Thomas Merrill renforcent l'équipe. Cette seconde saison est bien meilleure que la première avec des victoires aux 24 Heures de Daytona, et lors de la Bataille sur Le Bricks, ainsi que deux 2e places et trois 3e places. Cela a ainsi permis à l'écurie de finir en 3e et 4e positions du championnat.
En 2024, après deux saisons en catégorie LMP3, l'écurie canadienne décide de changer de catégorie pour évoluer en GTD et faire concourir deux Corvette Z06 GT3.R dans le championnat WeatherTech SportsCar Championship.

## Résultats

### Résultats enWeatherTech SportsCar Championship
| Année | Classe | no | Voiture            | Pneus | 1     | 2     | 3     | 4     | 5     | 6     | 7     | 8     | 9   | 10  | 11  | Total | Pos. |
| ----- | ------ | -- | ------------------ | ----- | ----- | ----- | ----- | ----- | ----- | ----- | ----- | ----- | --- | --- | --- | ----- | ---- |
| 2022  | LMP3   | 33 | Duqueine M30 - D08 | M     | DAY   | DAY   | SEB 4 | MOH 8 | WGL 9 | MOS 4 | ELK 2 | ATL 9 |     |     |     | 1716  | 6e   |
| 2022  | LMP3   | 33 | Duqueine M30 - D08 | M     | Q 3   | C 5   | SEB 4 | MOH 8 | WGL 9 | MOS 4 | ELK 2 | ATL 9 |     |     |     | 1716  | 6e   |
| 2023  | LMP3   | 13 | Duqueine M30 - D08 | M     | DAY 4 | SEB 2 | MOH 5 | WGL 4 | MOS 3 | ELK 5 | ATL 2 |       |     |     |     | 1882  | 3e   |
| 2023  | LMP3   | 17 | Duqueine M30 - D08 | M     | DAY 1 | SEB 4 | WGL 3 | MOS 3 | ELK 5 | IMS 1 | ATL 6 |       |     |     |     | 1870  | 4e   |
| 2024  | GTD    | 13 | Corvette Z06 GT3.R | M     | DAY   | SEB   | LBH   | LGA   | BEL   | WGL   | MOS   | ELK   | VIR | IMS | ATL |       |      |
| 2024  | GTD    | 17 | Corvette Z06 GT3.R | M     | DAY   | SEB   | LBH   | LGA   | BEL   | WGL   | MOS   | ELK   | VIR | IMS | ATL |       |      |

## Pilotes
- Matthew Bell (2022-2024)
- Wayne Boyd (2023)
- Charlie Eastwood (2024)
- Orey Fidani (2019-2024)
- Chris Green (2019, 2021)
- Scott Hargrove (2019)
- Moritz Kranz (2023)
- Lars Kern (2022-2024)
- Alex Lynn (2024)
- Anthony Mantella (2022-2024)
- Thomas Merrill (en) (2023-2024)
- Nicolás Varrone (en) (2023-2024)
- Kuno Wittmer (en) (2020-2022)